# SGR 1806-20
SGR 1806-20 је небеско тело, магнетар, посебна врста неутронске звезде. Идентификован је као мекани гама понављач. SGR 1806-20 је лоциран око 14,5 килопарсека (50.000 светлосних година) од Земље у удаљеном делу Млечног пута, у сазвежђу Стрелца. Пречника је не већег од 20 километара и учини једну ротацију око сопствене осе сваких 7,5 секунди.
Зрачење изазвано експлозијом на SGR 1806-20 регистровано је на Земљи 27. децембра 2004. Пристигло зрачење у гама подручју било је сјаније од пуног месеца и имало је апсолутну магнитуду приближно −29. Било је то нешто најсветлије што је обасјало Земљу са извором ван нашег Сунчевог система. При удару у јоносферу гама зраци су је за тренутак увећали јер су изазвали додатну јонизацију. Овај магнетар је у десетом делу секунде ослободио више енергије 
(1,3×1039 J) него наше Сунце у 100.000 година (4×1026 W × 3,2×1012 s = 1,3×1039 J). Таква експлозија се сматра највећом експлозијом опаженом са Земље још од експлозије супернове SN 1604 коју је опазио Кеплер 1604. године.

## Белешке
1. ↑  Измерено са више опсерваторија са површине Земље и орбите, укључујући и опсерваторију